# Kim (ur. 1980)
Kim, właśc. Carlos Henrique Dias (ur. 22 czerwca 1980 w Juiz de Fora) – brazylijski piłkarz występujący na pozycji napastnika.

## Statystyki ligowe
| Rozgrywki          | Poziom | Kraj     | Mecze | Bramki |
| ------------------ | ------ | -------- | ----- | ------ |
| Série A            | I      | Brazylia | 81    | 13     |
| Série B            | II     | Brazylia | 13    | 1      |
| Ligue 1            | I      | Francja  | 75    | 11     |
| Qatar Stars League | I      | Katar    | 18    | 6      |